# Brioude
Brioude település Franciaországban, Haute-Loire megyében. Lakosainak száma 6523 fő (2022. január 1.). Brioude Beaumont, Cohade, Fontannes, Lamothe, Paulhac, Saint-Laurent-Chabreuges és Vieille-Brioude községekkel határos.

## Népesség
A település népességének változása:
| Lakosok száma | 7195 | 7483 | 7285 | 6688 | 6657 | 6743 | 6721 | 6609 | 6537 | 6523 |
|               | 1968 | 1982 | 1990 | 2006 | 2013 | 2015 | 2017 | 2019 | 2020 | 2022 |